# Julian Bleach
Julian Bleach es un actor británico, más conocido por ser el cocreador y el maestro de ceremonias del musical "Shockheaded Peter", el cual ganó el premio Oliver en el 2002 por mejor espectáculo.

## Biografía
Es hijo de Irene Bleach.
Julian es miembro del conjunto Phillip Glass. Se entrenó en la escuela de teatro London Academy of Music and Dramatic Art.

## Carrera
En 1998 creó e interpretó al maestro de ceremonias en la obra musical Shockheaded Peter, el cual ganó un premio Laurence Olivier en 2002 en la categoría de mejor entretenimiento.
En el 2005 interpretó a Letorc en la película The Brothers Grimm, protagonizada por los actores Heath Ledger y Matt Damon.
En el 2008 interpretó en un episodio al villano Ghostmaker durante la segunda temporada de la serie Torchwood, también apareció por primera vez durante la segunda temporada de la serie dramática M. I. High donde interpretó al gran maestro de forma recurrente hasta 2011.
Ese mismo año apareció en dos episodios de la serie Doctor Who donde interpretó a Davros, un científico loco creador de los Daleks y enemigo del Doctor. Anteriormente el personaje había sido interpretado por los actores Michael Wisher, David Gooderson y Terry Molloy.
En el 2011 se unió como personaje recurrente de la serie The Borgias donde interpretó a Niccolo Machiavelli, hasta el final de la serie en el 2013. Ese mismo año interpreta a Sir Richard Pole en la película Anonymous.

## Filmografía

### Series de televisión
| Año         | Título                    | Personaje           | Notas                           |
| ----------- | ------------------------- | ------------------- | ------------------------------- |
| 2007        | The Afternoon Play        | Stefan              | episodio "Come Fly with Me"     |
| 2008        | Torchwood                 | Ghostmaker          | episodio "From Out of the Rain" |
| 2008        | Criminal Justice          | Goalor              | episodio # 1.3 - miniserie      |
| 2008        | Doctor Who                | Davros              | 2 episodios                     |
| 2008-2011   | M. I. High                | El Gran Maestro     | 28 episodios                    |
| 2010        | The Sarah Jane Adventures | Hombre Pesadilla    | 2 episodios                     |
| 2011 - 2013 | The Borgias               | Niccolo Machiavelli | 13 episodios                    |
| 2015        | Doctor Who                | Davros              | 2 episodios                     |
| 2016        | Close to the Enemy        | Geoffrey Salter     | 7 episodios - miniserie         |
| 2017        | Emerald City              | Roquat              | 2 episodios                     |

### Películas
| Año  | Título                  | Personaje        |
| ---- | ----------------------- | ---------------- |
| 1994 | Beg!                    | Dr. Rogers       |
| 1999 | Topsy-Turvy             | Mr. Plank        |
| 2002 | The Gist                | David Luscombe   |
| 2005 | The Brothers Grimm      | Letorc           |
| 2006 | The Fall                | Mystic/Paciente  |
| 2007 | Frankenstein            | El Monstruo      |
| 2009 | Doctor Who at the Proms | Davros           |
| 2009 | Badinage                | Franklin Gothic  |
| 2011 | Anonymous               | Sir Richard Pole |

Teatro:
| Año        | Obra                            | Papel                 | Teatro                         |
| ---------- | ------------------------------- | --------------------- | ------------------------------ |
| 1991       | The Great Mastrosimone          | -                     | Gate Theatre                   |
| 1992       | Macbeth                         | Macbeth               | Cheltenham Everyman Theatre    |
| 1993       | Dracula                         | Dracula               | London Bubble Theatre          |
| 1995       | Gormenghast                     | Flay/Barquentine      | David Glass New Mime Ensenble  |
| 1996       | Extremities                     | -                     | Derby Playhouse                |
| 1996       | The Government Inspector        | -                     | West Yorkshire Playhouse       |
| -          | Romeo and Juliet                | -                     | Theatre Royal, York            |
| -          | The Cherry Orchand              | -                     | Cheltenham Everyman Theatre    |
| 1997       | A Mindsummer Night's Dream      | Puck                  | Regent's Park Open Air Theatre |
| 1998, 2005 | Shockheaded Peter               | Maestro de Ceremonias | -                              |
| 2002       | Cabaret (musical)               | Maestro de Ceremonias | Chichester Festival Theatre    |
| 2003       | The Firework-Maker's Daughter   | Hamlet el Elefante    | -                              |
| 2005       | The Importance of Being Earnest | Merriman              | Oxford Playhouse               |
| 2006       | Antony and Cleopatra            | Alexas/Payaso         | -                              |
| 2006       | The Tempest                     | Ariel                 | Royal Shakespeare Company      |
| 2008-2009  | Oliver!                         | Mr. Sowerberry        | Theatre Royal, Drury Lane      |
| 2010       | Every Good Boy Deserves Favour  | Ivanov                | National Theatre               |